# Стефания Спампинато
Стефания Спампинато (на италиански: Stefania Spampinato), родена на 17 юли 1982 година, е италианска актриса и танцьорка. Родена в сицилианския град Катания, тя е най-известна с ролята си в „Анатомията на Грей“ по американската телевизия „Ей Би Си“, както и в страничния продукт на сериала „Гара 19“ като доктор Карина ДеЛука, която е сицилианска акушер-гинеколожка.

## Личен живот и кариера
Стефания Спампинато започва да учи танци на шестгодишна възраст. След като завършва с пълна оценка в „Личео Класико Марио Кутели“ в Катания, тя се премества в Милано, за да изучава танци, актьорско майсторство и пеене, където завършва и Художествената академия. През 2006 година тя се премества в Лондон, където работата ѝ като танцьорка позволява да пътува по света. През 2011 година Спампинато се премества в Лос Анджелис, където продължава да учи актьорско майсторство. След като взема участие през 2014 и 2015 година в телевизионните сериали „Клуб „Веселие“ и „Удовлетворение“, Спампинато се присъединява към актьорския състав на „Анатомията на Грей“ през 2017 година като доктор Карина ДеЛука, която е сестрата на доктор Андрю ДеЛука, и от 2020 година продължава да играе същата роля в телевизионния сериал „Гара 19“, който е вторичен продукт от поредицата „Анатомията на Грей“. През 2019 година тя е избрана за партньорка на комедията „Най-красивият ден на света“, интерпретирана и режисирана от Алесандро Сиани.

## Филмография

### Филми
| Заглавие                                                 | Година | Роля                                                   | Бележки           |
| -------------------------------------------------------- | ------ | ------------------------------------------------------ | ----------------- |
| Kilo Valle                                               | 2014   | Наталия                                                | Късометражен филм |
| A Date With Felipe                                       | 2014   | Елена                                                  | Късометражен филм |
| Off The Grid                                             | 2014   | Саша                                                   |                   |
| The Real Truth Behind The Real True Story: Donnie Miller | 2014   | Кондициониращата танцьорка на пълната шарада на тялото | Късометражен филм |
| The Very Scientific System                               | 2014   | Каролина                                               | Късометражен филм |
| How To Have Sex On A Plane                               | 2015   | Стюардеса                                              | Късометражен филм |
| The Good, The Bad, And The Dead                          | 2015   | Сара Барнс                                             |                   |
| Boiling Point: Risotto                                   | 2015   | Алекс                                                  | Късометражен филм |
| Boiling Point: Skewers                                   | 2015   | Сам                                                    | Късометражен филм |
| Her Ring                                                 | 2015   | Стела Фостер                                           | Късометражен филм |
| The Gods                                                 | 2017   | София Фасано                                           | Късометражен филм |
| Ford V Ferrari                                           | 2019   | Английската преводачка на Ферари                       |                   |
| The Most Beautiful Day In The World                      | 2019   | Флавия Майнарди                                        |                   |
| Spies In Disguise                                        | 2019   | Служителка на Агенция №10 / Италианка                  | Озвучаваща роля   |
| Anderson Falls                                           | 2020   | Аманда Тайлър                                          |                   |

### Сериали
| Заглавие                                | Година          | Роля                   | Бележки                                                            |
| --------------------------------------- | --------------- | ---------------------- | ------------------------------------------------------------------ |
| Richard & Judy                          | 2006            | Италианска жена        | Епизод 1                                                           |
| The Odd Couple                          | 2007            | Николета               | Епизод: Paura Di Volare (2007)                                     |
| Promo Life                              | 2013            | Руба                   | Телевизионен филм                                                  |
| Glee                                    | 2014            | Танцьорка              | Епизод: Frenemies (2014)                                           |
| Anonymous                               | 2014            | Саша Еспиноза          | Осем епизоди                                                       |
| Less Is More                            | 2015            | Нанси                  | Телевизионни минисерии                                             |
| Satisfaction                            | 2015            | Паола                  | Епизоди: Through Expansion (2015) И Through Risk (2015)            |
| Chasing Skirts                          | 2015            | Скоростна срещнячка #1 | Телевизионни минисерии                                             |
| Mère Et Fille, California Dream         | 2016            | Публицистка            | Телевизионен филм                                                  |
| Господин И Госпожа Смит (Mr & Mrs Smit) | 2017            | Госпожа Смит           | Епизод: Пилотен (2017)                                             |
| Анатомията На Грей (Grey's Anatomy)     | 2017 – настояще | доктор Карина ДеЛука   | Постоянна роля; 36 епизоди                                         |
| The Chosen Ones                         | 2018            | Мери                   | Епизод: Пилотен (2018)                                             |
| Гара 19 (Station 19)                    | 2020 – 2024     | доктор Карина ДеЛука   | Постоянна роля (Три сезона), Редовни Серии (Сезон 4-5); 30 епизоди |